# Rahel-Bildungsprojekt
Das Rahel-Bildungsprojekt war ein von 2010 bis 2017 laufendes Projekt des Instituts für Weltkirche und Mission an der Philosophisch-Theologischen Hochschule Sankt Georgen in Frankfurt-Sachsenhausen. Das Ziel war die Förderung von benachteiligten Jugendlichen – meist jungen Frauen – in Adigrat im Norden von Äthiopien. Während ihres Studiums oder ihrer Ausbildung wurden sie durch das Rahel-Bildungsprojekt finanziell und ideell unterstützt. Das Projekt wurde im Wesentlichen von aktuellen und ehemaligen Studierenden der Hochschule getragen und weitgehend durch Spendenaktionen finanziert.

## Geschichte
Die Idee für das Bildungsprojekt entstand 2010 durch eine Forschungsreise zum Thema AIDS, die der damalige Leiter des Instituts für Weltkirche und Mission, Albert-Peter Rethmann, im Rahmen eines Forschungsprojektes der Deutschen Bischofskonferenz nach Adigrat in der Region Tigray im Norden Äthiopiens unternahm. In dieser Region haben viele Jugendliche mangels familiären Rückhalts keinen Zugang zu höherer Bildung, viele sind AIDS-Waisen. Junge Frauen sind von dieser Situation durch Diskriminierung besonders betroffen. Eine Initiative des Adigrat Diocesan Catholic Secretariat (ADCS) des Bistums Adigrat unterstützte damals bereits zehn Jugendliche mit Mikro-Stipendien bei der Erlangung der Hochschulreife und mindestens einem Bachelor-Studium im eigenen Land. Das Ergebnis der aus der Reise resultierenden Überlegungen war eine international arbeitende Initiative von Studierenden für Studierende.
Namensgeberin wurde die AIDS-Waise Rahel Hailay, die aufgrund der Förderung ein Studium der Biologie und Zoologie an den Universitäten in Aksum und Mekelle von 2009 bis 2014 absolvieren konnte. Im November 2011 wurden 47 junge Äthiopierinnen und Äthiopier mit Stipendien gefördert, im Mai 2016 waren es 39 Stipendiaten.
Ende 2017 schrieb das Rahel-Team in einem Abschiedsbrief an die Spender, dass es nicht mehr genügend Mitarbeiter habe, um das Projekt noch angemessen betreuen zu können. Es seien aber genügend Rücklagen gebildet worden, damit die zu diesem Zeitpunkt noch geförderten 28 jungen Menschen in Äthiopien zu Ende studieren können. Es sei geplant, dass Aufgaben der Förderung künftig vom Adigrat Diocesan Catholic Secretariat (ADCS) und von ehemaligen Absolventen in Äthiopien wahrgenommen werden. Im Januar 2018 gab das Rahel-Team das Auslaufen des Projekts auch auf Facebook bekannt und stellte dabei klar, dass es keine Spenden mehr annehmen werde.

## Zielsetzung
Das Projekt unterstützte durch die finanzielle Förderung der Mikro-Stipendien vorwiegend weibliche Jugendliche in dieser Region, denen der gleichberechtigte Zugang zur Bildung fehlte. Rund 200 Euro reichten aus, um ein Studium ein Jahr lang zu finanzieren. Die Stipendiaten wurden während ihres Studiums bzw. ihrer Berufsausbildung begleitet. Neben der finanziellen Unterstützung lag ein wichtiger Aspekt auch in der Förderung der Vernetzung der Stipendiaten untereinander. Durch Frauen, denen durch dieses Projekt eine höhere Ausbildung ermöglicht wurde, sollten wiederum andere auf die Idee gebracht werden, ebenfalls einen höheren Bildungsgrad zu erreichen.
Diese Entwicklungszusammenarbeit sollte den Geförderten die Freiheit geben, ohne materielle Not selbstbestimmt und eigenverantwortlich ihr Leben zu gestalten. Wichtig für eine nachhaltige Wirkung war insbesondere die eigene Motivation der Betroffenen. Zentral war daher die Förderung der Eigenständigkeit und Eigeninitiative der Stipendiaten im Sinne der katholischen Soziallehre. Neben der finanziellen Unterstützung war somit die Förderung der Selbständigkeit, des Selbstwertgefühls, des Verantwortungsbewusstseins und der Gemeinschaftsfähigkeit ein wichtiger Aspekt des Projekts.
Ausbildungsprogramme wie das Rahel-Projekt sind mittel- bis langfristig ein Beitrag zur Bekämpfung von Fluchtursachen aus Gründen mangelhafter Bildung und daraus resultierender Armut.

## Organisation

### Finanzierung
Finanziert wurde das Bildungsprojekt durch Spendenaktionen in der Öffentlichkeit und Kollekten in katholischen Kirchengemeinden des Bistums Limburg sowie Erlösen von Festveranstaltungen, wie dem Sommerfest der Hochschule St. Georgen mit äthiopischer Kaffeezeremonie, durch Versteigerungen und andere Einnahmen. Diese Aktionen dienten auch dem Knüpfen neuer Kontakte, der Information und dem Austausch über das Projekt. Sie wurden durch das „Netzwerk Frankfurter Eine-Welt-Gruppen“ in Frankfurt am Main unterstützt. Das Rahel-Bildungsprojekt wurde auch durch das Cusanuswerk und durch das Heilig-Kreuz – Zentrum für christliche Meditation und Spiritualität des Bistums Limburg gefördert.
Das Projekt wurde in allen finanztechnischen Belangen wie der Kontoführung, der Übernahme der Verwaltungskosten oder dem Geldtransfer nach Äthiopien von den Päpstlichen Missionswerken missio unterstützt.

### Öffentlichkeitsarbeit
Öffentlichkeitsarbeit fand bei Standaktionen statt, zum Beispiel auf dem Frankfurter Stadtkirchenfest, aber auch im Internet, zum Beispiel auf Facebook und der Spendenplattform betterplace.org, und in Medien wie Radio Horeb.

### Projektarbeit in Äthiopien

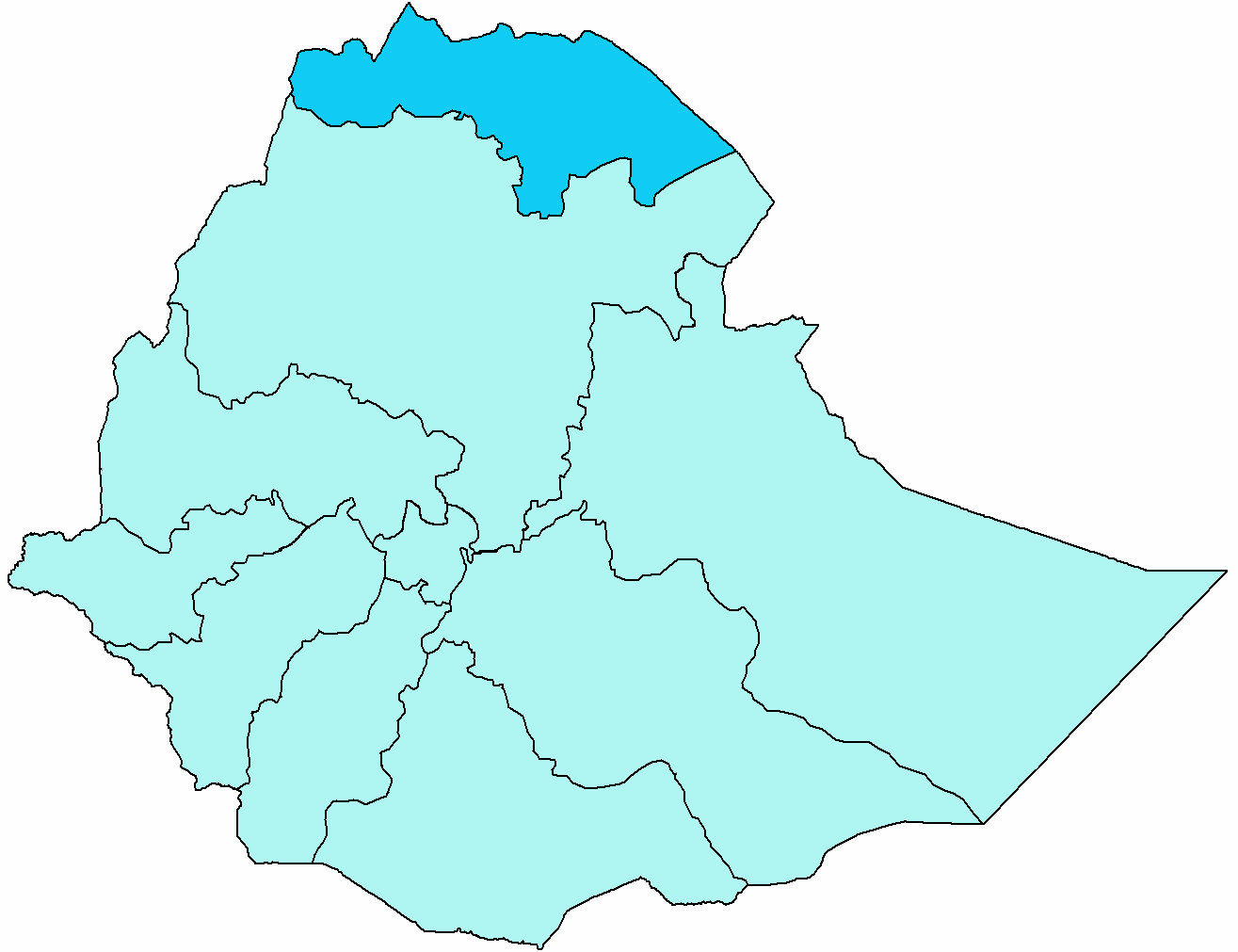
Bistum Adigrat in Äthiopien

In Äthiopien wurde das Projekt seit 2011 als OVC-Projekt durchgeführt und vom Adigrat Diocesan Catholic Secretariat (ADCS) des Bistums Adigrat vor Ort betreut. Schirmherr war der Diözesanbischof Tesfay Medhin. Das OVC-Projekt war in besonders von Armut betroffenen Gebieten tätig.
Der Projektkoordinator des ADCS, Woldemariam Besirat, wählte die Stipendiaten aus und stand ihnen während ihrer Ausbildung als Ansprechpartner zur Verfügung. Er organisierte im Rahmen von Stipendiatentreffen auch Workshops zu Themen wie AIDS oder den Folgen von Auswanderung und Flucht.